# S Velorum
S Velorum är en kortperiodisk förmörkelsevariabel av Algol-typ (EA/SD) i stjärnbilden Seglet.
Stjärnan varierar mellan visuell magnitud +7,74 och 9,5 med en period av 5,9336475 dygn.